# Pete Dello
Pour les articles homonymes, voir Dello (homonymie).
Pete Dello, né Peter Blumsom, le 26 mai 1942 à Oxford en Angleterre, est un auteur-compositeur-interprète britannique.

## Biographie
Dello commence sa carrière de musicien à l'époque du skiffle dans les années 1950 et est membre fondateur du groupe de rock and roll Grant Tracy and The Sunsets, après quoi il rejoint le groupe de Steve Darbyshire, The Yum Yum Band, au milieu des années 1960. Il forme ensuite Honeybus, pour qui il compose le tube I Can't Let Maggie Go en 1968.
Quittant rapidement Honeybus plutôt que de partir en tournée et de promouvoir le single, il enregistre ensuite un album solo, Into Your Ears, en 1971, et collabore également avec John Killigrew. Il quitte finalement l'industrie musicale pour d'autres intérêts dans les années 1970. Depuis, Into Your Ears est devenu un album de collection, avec des exemplaires vendus à plus de 1 200 £ en parfait état. L'album a été réédité sur CD en 2005, puis en 2009.
Dello a écrit des chansons avec tous ses groupes (et aussi pour The Applejacks). Sa chanson Do I Still Figure In Your Life ? a été reprise par Dave Berry, Joe Cocker, Iain Matthews (en), Dave Stewart, Paul Carrack, Dana, Kate Taylor (en), Saturday's Crowd et Pierce Turner. Son co-auteur était Ray Cane. Dello était également musicien de studio et a été engagé par Unit 4 + 2 (en), The Scaffold et The Roulettes (en).
La chanson I'm a gambler (nl) par Lace (1969) a été rééditée en single sous le pseudonyme Red Herring en 1973 et a été un succès aux Pays-Bas.
Le plus grand succès de Dello, I Can't Let Maggie Go, a connu un regain de popularité lorsqu'il a été utilisé pour une publicité télévisée pour le pain Nimble dans les années 1970.

## Discographie

### Singles
Avec Sunsets
- 1961 : Cry Of The Wild Goose

Avec Grant Tracy & The Sunsets
- 1961 : Say When
- 1961 : Pretend
- 1962 : The Great Matchmaker
- 1962 : Taming Tigers
- 1963 : Everybody Shake

Avec Honeybus
- 1967 : Delighted To See You
- 1967 : Do I Still Figure In Your Life?
- 1968 : I Can't Let Maggie Go
- 1973 : For You

Avec Lace
- 1969 : I'm A Gambler/Go Away

Avec Magic Valley
- 1969 : Taking The Heart Out Of Love/Uptight Basil

Avec Leah
- 1973 : Arise, Sir Henry/Uptight Basil

Avec Red Herring
- 1973 : I'm A Gambler/Working Class Man

Avec Magneta
- 1974 : I'm A Gambler/Tattered Robe

### Albums
- 1964 : Teenbeat (Grant Tracy and the Sunsets)
- 1971 : John Killigrew (John Killigrew et Pete Dello)
- 1971 : Into Your Ears (Pete Dello And Friends)
- 1973 : Recital (Honeybus) – album de la reformation (inédit bien que des copies promotionnelles existent et se vendent à plus de 800 £)[3]
- 2018 : Recital (Honeybus) – Hanky Panky Records[4]

### Compilations
- 1989 : Honeybus at Their Best (Honeybus)
- 1993 : Old Masters, Hidden Treasures (Honeybus)
- 1997 : At Their Best (Honeybus)
- 1999 : The Honeybus Story (Honeybus)
- 2002 : She Flies Like A Bird : The Anthology (contient des chansons inédites comme Big Ship) (Honeybus)
- 2018 : Where Have You Been: The Lost Tracks Of Honeybus (Honeybus)